# Weltschmerz (album)
Weltschmerz è un album in studio del cantante Fish, pubblicato nel 2020 dalla Chocolate Frog Records.
Il cantante ha affermato essere l'ultimo album in studio della sua carriera.

## Tracce
- Cd 1

1. "The Grace of God" (Dick, Vantsis, Boult) – 8:17
2. "Man With a Stick" (Dick, Vantsis, Boult) – 6:30
3. "Walking on Eggshells" (Dick, Vantsis) – 7:15
4. "This Party’s Over" (Dick, Vantsis, Boult) – 4:23
5. "Rose of Damascus" (Dick, Vantsis, Boult) – 15:43

- Cd 2

1. "Garden of Remembrance" (Dick, Mitchell) – 6:05
2. "C Song (The Trondheim Waltz)" (Dick, Boult, Paterson) – 4:42
3. "Little Man What Now" (Dick, Vantsis, Boult) – 10:52
4. "Waverley Steps (End of the Line)" (Dick, Vantsis, Boult) – 13:48
5. "Weltschmerz" (Dick, Vantsis) – 6:46

## Musicisti
- Fish – Voce e testi
- Craig Blundell – Percussioni
- Robin Boult – Chitarra, chitarra acustica e steel guitar
- Liam Bradley – Percussioni
- Doris Brendel – Cori
- Liam Holmes – Piano, organo, sintetizzatore
- David Jackson – Sassofono
- Foss Paterson - Strumenti a tastiera
- Steve Vantsis – Basso, basso acustico, basso fretless, chitarra elettrica, sintetizzatore

Altre collaborazioni:
- John Mitchell – chitarra acustica, chitarra elettrica su Rose of Damascus
- Scottish Chamber Orchestra